# 嘉義縣社會局
嘉義縣社會局為臺灣嘉義縣政府所屬一級機關，掌理社會行政、社會救助、身心障礙福利、婦幼及少年福利、老人福利、社會保險、社會工作、社區發展業務、人民團體、輔導合作行政等事項。

## 行政組織
- 局長[3]
  - 副局長[4]
    - 秘書

### 人民團體科
- 人民團體業務    
  - 社會團體申請籌組、許可、立案
  - 工、商、自由職業團體申請籌組、許可、立案
  - 督導人民團體會議及會務、財務輔導
- 社區發展業務    
  - 輔導社區發展協會健全組織
  - 培力社區人力
  - 辦理社區發展工作績效評鑑
- 合作行政業務    
  - 申請籌組成立合作社及變更登記
  - 申請籌組登記儲蓄互助社
- 其他業務    
  - 辦理模範母親、模範父親暨好人好事表揚
  - 辦理「作伙吃、有厝味」老人食堂
  - 公益勸募申請許可
- 志願服務    
  - 志願服務之宣導與推動
  - 志願服務幹部研習
  - 志工大會師活動策劃與執行
  - 志工基礎訓練與特殊訓練
  - 祥和計畫志工招募與組訓
  - 祥和計畫志工服務紀錄冊核發
  - 祥和計畫志工團體意外險

### 老人福利科
- 老人福利    
  - 社區老人日間照顧服務
  - 社區老人休閒活動設備補助
  - 改善低收入戶老人住宅設施、設備補助
  - 孤苦無依老人收容安養
  - 癱瘓老人收容安養
  - 中低收入老人重病住院看護補助
  - 居家老人服務
  - 長青學苑之開辦
  - 資深國民乘車優待
  - 中低收入戶老人生活津貼補助
  - 中低收入老人特別照顧津貼
  - 獨居老人關懷服務
  - 營養餐飲服務
  - 非中低收入失能老人居家服務
  - 申請設立老人福利機構立案與輔導
  - 違反老人福利法行政處分

### 社會救助科
- 社會救助    
  - 低收入戶救助
  - 中低收入戶救助
  - 路倒病人收治及醫療費用處理
  - 社會救助醫療補助
  - 低收入戶住院看護補助
  - 低收入戶產婦及嬰兒補助
  - 急難救助
  - 低收入戶喪葬補助
  - 馬上關懷急難救助
  - 辦理以工代賑業務
  - 辦理脫貧方案
  - 媒合民間資源辦理貧窮邊緣戶扶助
  - 媒合民間資源辦理社會福利及社會救助
  - 辦理物資銀行
  - 社會救助機構及社會福利慈善事業基金會之設立、輔導及評鑑
  - 辦理1957社會福利諮詢專線業務
  - 辦理社會救助法第9條之1通報業務
- 災害整備及救助    
  - 災害整備
  - 災害救助
- 仁愛基金專戶管理    
  - 仁愛基金專戶管理
- 遊民收容業務    
  - 遊民及路倒病人之協調處理與保護事項
  - 遊民收容輔導與安置
  - 遊民收容機構之委託

### 社工及成人保護科
- 社會工作員制度    
  - 社會工作員人事管理。
  - 社工師執業執照核發與管理。
  - 社工員推薦表揚事項。
  - 社工員職前及在職訓練。
  - 社工實習生實習業務之推行。
  - 社工日各項活動之規劃與執行。
  - 社工員人身安全業務之推行。
  - 服務電話：3620900轉3318
- 家暴暨性侵害、性騷擾防治    
  - 家暴暨性侵害防治中心組織之規劃。
  - 家暴暨性侵害、性騷擾防治委員會之設置。
  - 家暴暨性侵害、性騷擾防治業務計畫之推行與督導考核。
  - 家暴暨性侵害防治業務補助經費之核撥。
  - 家暴暨性侵害庇護規劃、機構委託與核定。
  - 家暴暨性侵害保護事項。
  - 服務電話：3620900轉3301
- 老人保護業務
  - 老人保護案件管理及調查訪視
  - 老人保護個案短期安置機構、家庭教育與輔導
  - 召開老人保護聯繫會報
  - 老人輔助監護宣告業務
- 身心障礙者保護業務
  - 身心障礙者保護案件管理及調查訪視
  - 身心障礙者保護個案安置機構委託與核定
  - 身心障礙者保護安置經費核撥
  - 身心障礙者保護個案追蹤輔導業務委託與經費核定
  - 提供智能障礙者法庭輔佐協助
  - 身心障礙者保護個案監護宣告或輔助宣告之聲請、撤銷或改定
  - 法院交查身心障礙者監護宣告或輔助宣告個案訪視調查
  - 身心障礙者保護案件處罰事項及家庭教育輔導
  - 服務電話：3620900轉2205

### 兒少福利及保護科
- 兒童少年福利    
  - 父母未就業家庭育兒津貼補助
  - 弱勢兒童及少年生活扶助
  - 弱勢兒童及少年醫療補助
  - 弱勢家庭兒童及少年緊急生活扶助
  - 兒童及少年監護權及收養業務
  - 發展遲緩兒童早期療育服務
  - 弱勢社區照顧業務
  - 兒少福利機構管理
  - 嘉義縣托育人員職前訓練班
  - 嘉義縣居家托育服務中心
  - 托嬰中心立案及管理
  - 兒童及少年福利機構專業人員訓練
  - 兒少安置及教養機構管理
- 兒童少年保護    
  - 兒童少年保護網絡建立。
  - 兒童少年安置業務。
  - 兒童少年寄養相關業務。
  - 親職教育規劃。
  - 兒童少年性交易防制督導會報設置。
  - 兒童少年性交易保護及安置業務之執行。
  - 兒童少年保護事項。
  - 違反兒童及少年保護之裁罰。
  - 服務電話：3620900轉3316

### 婦女福利及性別平等科
- 婦女福利    
  - 婦女生育補助
  - 特殊境遇家庭扶助
  - 設籍前新住民遭逢特殊境遇家庭扶助
  - 性別平等業務
  - 婦女福利服務與宣導
  - 婦女成長活動規劃與推動
  - 嘉義縣婦女暨青少年福利服務中心
  - 嘉義縣新住民家庭服務中心
- 社會安全網
  - 嘉義縣日安民雄社會福利服務中心
  - 嘉義縣日安朴子社會福利服務中心
  - 嘉義縣日安布袋社會福利服務中心
  - 嘉義縣日安水上社會福利服務中心
  - 嘉義縣日安中埔社會福利服務中心
  - 嘉義縣日安竹崎社會福利服務中心

### 身心障礙福利科
- 家庭及個人照顧
  - 申請或換發身心障礙手冊
  - 身心障礙者免費乘車
  - 申請身心障礙者專用停車位識別證
  - 身心障礙者生活輔助器具補助
- 經濟扶助
  - 身心障礙者參加社會保險自付保費補助
  - 身心障礙者托育養護補助
  - 中低收入戶身心障礙者生活補助
- 機構管理
  - 補助本縣身心障礙團體辦理親子教育活動
  - 輔導本縣身心障礙機構與團體
  - 申請設立身心障礙福利機構立案與輔導
  - 違反身心障礙者權益保障法行政處分

### 行政科
- 資訊管理
  - 本局共同性行政資訊電腦化維護與管理
  - 資訊安全推動
- 法制及研究考核
  - 受理國賠案件調處等法制業務
  - 研究發展、公文管考等業務
- 出納
  - 現金、票據之出納、保管、解繳、登記、及彙報
  - 薪資補助、稅款扣繳之造冊及發放、公庫帳戶之管理
- 總務
  - 財物採購及財產物品登記保管報廢管理
  - 工友(技工、駕駛)及臨時人員之管理
  - 車輛、辦公廳舍及場地租借管理
- 文書及檔案
  - 文書、印信、及檔案資料之管理
  - 一般公文之登記及管理

### 人事室
- 組織任免
  - 組織編制
  - 職務管理與職務歸系
  - 任免遷調及考試分發
  - 級俸銓審
- 考核訓練
  - 考績考成及獎懲
  - 差假管理
  - 員工訓練進修
  - 退休福利
  - 退休撫卹
  - 藝文康樂活動

### 會計室
- 歲計及審計
  - 預算之彙編
  - 追加減預算之彙編
  - 分配預算及修改分配預算
  - 採購案件監辦事項
  - 審核歲出保留款
  - 審計機關案件之處理
  - 支出法案之簽証、原始憑證之審核
- 會計及統計
  - 記帳憑證之編製及核定
  - 會計報告之審編
  - 年度單位決算
  - 結算報告
  - 統計方案管理與公務統計報表審核
  - 統計分析撰寫
- 帳務檢查
  - 審編會計報告
  - 審核收支日報及月報及核校總會計收支憑證
  - 財產增減損失案件之審查會簽事項
  - 編製及核校記帳憑證

### 政風室
- 政風行政
  - 政風工作計劃之策訂檢討
  - 公務機密維護
  - 機關安全維護
- 查處預防
  - 發掘貪瀆不法事項及處理檢舉事項
  - 政風民意反應調查
  - 採購防弊作為
  - 政風法令宣導及座談會執行
  - 檢舉貪污不法宣導
  - 請託關說贈受財物、飲宴應酬等有關事項之蒐集處理
  - 辦理財產申報業務有關事項
  - 會同辦理監辦採購事項
  - 辦理業務稽核有關事項

## 任務編組

### 嘉義縣日安大林社會福利服務中心
- 地址：622002 嘉義縣大林鎮中山路26號
- 總機：05-2650995
- 傳真：05-2650992
- 服務時間：週一至週五 8時至12時及12時至17時

### 嘉義縣日安灣橋社會福利服務中心
- 地址：604001 嘉義縣竹崎鄉灣橋村灣橋185號之6
- 總機：05-2792325
- 傳真：05-2792353
- 服務時間：週一至週五 8時至12時及12時至17時

### 嘉義縣日安民雄社會福利服務中心
- 地址：621009 嘉義縣民雄鄉興中村江厝店29號之4
- 總機：05-2207017
- 傳真：05-2207016
- 服務地區：民雄鄉、大林鎮、溪口鄉、新港鄉
- 服務時間：週二至週六 8時至12時及12時至17時

### 嘉義縣日安竹崎社會福利服務中心
- 地址：604001 嘉義縣竹崎鄉鹿鳴路2號（鹿滿國小活動中心1樓）
- 總機：05-2611120
- 傳真：05-2612060
- 服務地區：竹崎鄉、梅山鄉、阿里山鄉
- 服務時間：週二至週六 8時至12時及12時至17時

### 嘉義縣日安水上社會福利服務中心
- 地址：608013 嘉義縣水上鄉柳林村92號（柳林國小側門2樓）
- 總機：05-2680901
- 傳真：05-2680937
- 服務地區：太保市、水上鄉、鹿草鄉
- 服務時間：週二至週六 8時至12時及12時至17時

### 嘉義縣日安朴子社會福利服務中心
- 地址：613003 嘉義縣朴子市山通路7號2樓（原東石國中二部校區）
- 總機：05-3790220
- 傳真：05-3790260
- 服務地區：朴子市、六腳鄉、東石鄉
- 服務時間：週二至週六 8時至12時及12時至17時

### 嘉義縣日安中埔社會福利服務中心
- 地址：606011 嘉義縣中埔鄉金蘭村頂山門29號
- 總機：05-2392100
- 傳真：05-2392113
- 服務地區：中埔鄉、番路鄉、大埔鄉
- 服務時間：週二至週六 8時至12時及12時至17時

### 嘉義縣日安布袋社會福利服務中心
- 地址：625002 嘉義縣布袋鎮中山路206號（原舊派出所）
- 總機：05-3470322
- 傳真：05-3470388
- 服務地區：義竹鄉、布袋鎮
- 服務時間：週二至週六 8時至12時及12時至17時

### 嘉義縣婦女福利服務中心
- 地址：613016 嘉義縣朴子市祥和二路西段2號4樓
- 總機：05-3621763、05-3621765
- 傳真：05-3623567
- 服務時間：週一至週五 8時至12時及12時至17時

### 嘉義縣山區新住民家庭服務中心
- 地址：604001 嘉義縣竹崎鄉鹿鳴路2號（鹿滿國小活動中心1樓）
- 總機：05-2611011
- 傳真：05-2612060
- 服務時間：週二至週六 8時至12時及12時至17時

### 嘉義縣海區新住民家庭服務中心
- 地址：613003 嘉義縣朴子市山通路7號2樓（原東石國中二部校區）
- 總機：05-3700760
- 傳真：05-3790260
- 服務時間：週二至週六 8時至12時及12時至17時

## 外部連結
- 嘉義縣社會局（页面存档备份，存于）（中文）（英文）